# مک کورنی (آرکانزاس)
مک کورنی (آرکانزاس) (به انگلیسی: McCrory, Arkansas) یک شهر در ایالات متحده آمریکا با جمعیت ۱٬۸۵۰ نفر است که در آرکانزاس واقع شده‌است.

## موقعیت جغرافیایی
موقعیت جغرافیایی شهرها و مناطق اطراف به شرح زیر است: